# Cameahwait
Cameahwait era el hermano de Sacajawea y un jefe Shoshón. Fue el jefe del primer grupo de habitantes de la actual Idaho que fueron encontrados por los europeos.
Cameahwait conoció a Meriwether Lewis y a otros tres miembros de la Expedición de Lewis y Clark el 13 de agosto de 1805. Luego acompañó a Lewis a través del Lemhi Pass para encontrarse con Clark. Sacajawea estaba con el grupo de Clark y reconoció a Cameahwait como su hermano.
Para los Shoshoni, Cameahwait y Sacajawea eran hermano y hermana. Sin embargo, en el idioma Shoshón, primo y hermano son la misma palabra, lo que indica que la tribu los considera iguales. En consecuencia, durante la traducción, cuando Sacagawea gritó que reconoció a Cameahwait como su hermano, eso es lo que quiso decir, pero no está claro si en realidad tenían el mismo padre, y mucho menos la misma madre. 
Cameahwait donó caballos a Lewis y Clark para pagarles por reunirlo con su hermana perdida hace mucho tiempo. Ella y su amiga Otter Woman habían sido secuestradas por los indios Hidatsa cuando Sacajawea tenía doce años y las usaban como esclavas para los Hidatsas. Luego fueron vendidos a Toussaint Charbonneau, un trampero franco-canadiense. Charbonneau y Sacajawea acompañaron a Lewis y Clark en su expedición occidental en 1805. A principios de febrero, dio a luz a Jean Baptiste Charbonneau (Pompy) en Fort Mandan, en la actual Dakota del Norte.

## Muerte
Cameahwait murió durante una batalla con los pies negros en Bloody Creek en Montana, en una fecha incierta. Se cree que fue enterrado en una colina entre las ciudades de Lemhi y Tendoy, Idaho.